# Орацио Фарнезе (генерал)
Орацио Фарнезе (на италиански: Orazio Farnese; * 24 януари 1636, Пиаченца, † 2 ноември 1656, Закинтос) от фамилията Фарнезе, е принц на Парма и Пиаченца и генерал на венецианските рицари.

## Биография
Той е третият син на Одоардо I Фарнезе (1612 – 1646), херцог на Парма и Пиаченца, и Маргарита де Медичи (1612 – 1679), втората дъщеря на велик херцог Козимо II де  Медичи и Мария Магдалена Австрийска. Правнук е на херцог Алесандро Фарнезе (1545 – 1592). По-големите му братя са херцог Ранучо II (1630 – 1694) и генерал Алесандро Фарнезе (1635 – 1689). Орацио не се жени.
Като генерал той се отличава в 6. Венецианско-турска война (1645 – 1669) в боевете за Крит. Участва в битката при Дарданелите от 1656 г. Орацио финансира сам подчинените си войски. Той умира на 2 ноември 1656 г., когато корабът му потъва пред йонийския остров Закинтос.
След смъртта му съветът на Венеция му построява богат гроб в капела на църквата Chiesa dei Gesuiti (днес Санта Мария дел Розарио). Гробът е планиран от Балдасаре Лонгена.